# Maja Chwalińska
Maja Chwalińska (ur. 11 października 2001 w Dąbrowie Górniczej) – polska tenisistka, reprezentantka kraju w rozgrywkach Pucharu Federacji.

## Kariera tenisowa

### Kariera juniorska
Grać w tenisa zaczęła w wieku 7 lat. Wychowanka i zawodniczka sekcji tenisowej Centrum Sportu i Rekreacji w Dąbrowie Górniczej. Reprezentuje klub BKT Advantage Bielsko-Biała. Od 2008 do 2020 roku jej trenerem był Paweł Kałuża.
W 2015 reprezentacja Polski z Chwalińską w składzie triumfowała w halowych mistrzostwach Europy do lat 14. Chwalińska wygrała wszystkie pięć meczów, w których brała udział – trzech singlowych oraz dwóch deblowych. W letniej edycji tych zawodów Polki z Chwalińską w składzie zdobyły brązowe medale.
W 2015 roku w parze z Igą Świątek zdobyła tytuł mistrzyni Europy młodzików w grze podwójnej. Rok później para osiągnęła triumf w kategorii kadetów.
W 2016 była członkinią reprezentacji, która triumfowała w rozgrywkach Junior Fed Cup.
W styczniu 2017 wygrała AGL Loy Yang Traralgon Junior International (Grade 1) w grze podwójnej w parze z Igą Świątek, a w Australian Open z tą samą partnerką przegrały mecz finałowy.
W lipcu 2017 triumfowała (bez straty seta) w mistrzostwach Europy kadetów w grze pojedynczej.
Rok później zdobyła srebro (w grze pojedynczej) i brąz (w deblu, z Weroniką Falkowską) podczas mistrzostw Europy juniorów.

### Kariera zawodowa
W 2017 dotarła do finału turnieju ITF w Wirralu (15 000 $), gdzie przegrała z Maią Lumsden 4:6, 1:6. W lipcu 2019 roku wygrała swój pierwszy turniej ITF, rozegrany w Bytomiu, w którym w finale pokonała Ninę Potočnik 6:3, 6:4.
W 2019 roku po raz pierwszy reprezentowała kraj w zmaganiach o Puchar Federacji.
30 czerwca 2021 roku Polka poinformowała o zawieszeniu kariery tenisowej z powodów zdrowotnych. Przyznała, że od półtora roku cierpi na depresję. Po paru miesiącach powróciła do treningów oraz udziału w zawodach.
W grudniu 2024 roku wygrała deblowe zmagania w turnieju WTA 125 w Buenos Aires. Tydzień później zwyciężyła w grze pojedynczej i podwójnej podczas turnieju tej samej rangi we Florianópolis. W styczniu 2025 roku udanie przeszła przez kwalifikacje do Australian Open, lecz przegrała w pierwszej rundzie turnieju głównego z Jule Niemeier 0:6, 1:6. Mimo porażki ten rezultat pozwolił Chwalińskiej na awans na najwyższe w karierze 126 miejsce w grze pojedynczej światowego rankingu.
W marcu wystartowała w serii turniejów WTA 125 w tureckiej Antalyi. W pierwszym z nich doszła do półfinału singla, a zmagania deblowe wygrała w parze z Anastasią Dețiuc. W decydującym meczu pokonały doświadczony duet Jesika Malečková–Miriam Škoch 4:6, 6:3, 10–2. W następnym tygodniu Chwalińska z Dețiuc spotkały się ponownie z czeską parą już w pierwszej rundzie. Tym razem nie straciły seta, a później pewnie awansowały do finału. W przypadku końcowego triumfu Polka awansowałaby do pierwszej setki deblowego rankingu WTA. W decydującym spotkaniu polsko-czeska para prowadziła 6:3 i 5:4 z przełamaniem, ale nie potrafiła domknąć meczu. Od tego momentu przegrały większość punktów przegrywając mecz, więc Chwalińska musiała odłożyć swój historyczny awans na później. 

## Historia występów wielkoszlemowych
Legenda
     W, wygrany turniej
     F, przegrana w finale
     SF, przegrana w półfinale
     QF, przegrana w ćwierćfinale
     xR, przegrana w x rundzie
     A, brak startu
     NH, turniej nie odbył się

### Występy w grze pojedynczej
| Australian Open        | A   | A   | A   | A   | Q1  | Q1  | A   | A   | A   | 1R | 0 / 1 | 0 – 1 |  |  |  |  |  |  |  |  |  |  |  |  |  |  |
| French Open            | A   | A   | A   | A   | A   | Q1  | A   | Q2  | A   | Q2 | 0 / 0 | 0 – 0 |  |  |  |  |  |  |  |  |  |  |  |  |  |  |
| Wimbledon              | A   | A   | A   | A   | NH  | Q1  | 2R  | Q1  | A   | Q1 | 0 / 1 | 1 – 1 |  |  |  |  |  |  |  |  |  |  |  |  |  |  |
| US Open                | A   | A   | A   | A   | A   | A   | Q2  | A   | Q1  |    | 0 / 0 | 0 – 0 |  |  |  |  |  |  |  |  |  |  |  |  |  |  |
|                        |     |     |     |     |     |     |     |     |     |    |       |       |  |  |  |  |  |  |  |  |  |  |  |  |  |  |
| Ranking na koniec roku | 900 | 588 | 336 | 220 | 220 | 343 | 154 | 349 | 165 |    | 0 / 2 | 1 – 2 |  |  |  |  |  |  |  |  |  |  |  |  |  |  |

### Występy w grze podwójnej
| Australian Open        | A | A   | A   | A   | A   | A   | A   | A   | A   | A | 0 / 0 | 0 – 0 |  |  |  |  |  |  |  |  |  |  |  |  |  |  |  |
| French Open            | A | A   | A   | A   | A   | A   | A   | A   | A   | A | 0 / 0 | 0 – 0 |  |  |  |  |  |  |  |  |  |  |  |  |  |  |  |
| Wimbledon              | A | A   | A   | A   | NH  | A   | A   | A   | A   | A | 0 / 0 | 0 – 0 |  |  |  |  |  |  |  |  |  |  |  |  |  |  |  |
| US Open                | A | A   | A   | A   | A   | A   | A   | A   | A   |   | 0 / 0 | 0 – 0 |  |  |  |  |  |  |  |  |  |  |  |  |  |  |  |
|                        |   |     |     |     |     |     |     |     |     |   |       |       |  |  |  |  |  |  |  |  |  |  |  |  |  |  |  |
| Ranking na koniec roku | – | 828 | 344 | 372 | 429 | 397 | 199 | 411 | 183 |   | 0 / 0 | 0 – 0 |  |  |  |  |  |  |  |  |  |  |  |  |  |  |  |

### Występy w grze mieszanej
Maja Chwalińska nigdy nie startowała w rozgrywkach gry mieszanej podczas turniejów wielkoszlemowych.

## Finały turniejów WTA 125
| Legenda                   | Legenda |
| ------------------------- | ------- |
| Wielki Szlem              |         |
| Igrzyska olimpijskie      |         |
| WTA Tour Championships    |         |
| od 2021                   |         |
| WTA 1000 (obowiązkowe)    |         |
| WTA 1000 (nieobowiązkowe) |         |
| WTA 500                   |         |
| WTA 250                   |         |
| WTA 125                   |         |

### Gra pojedyncza 1 (1–0)
| Końcowy wynik | Nr | Data           | Turniej       | Nawierzchnia | Przeciwniczka  | Wynik finału |
| ------------- | -- | -------------- | ------------- | ------------ | -------------- | ------------ |
| Zwyciężczyni  | 1. | 8 grudnia 2024 | Florianópolis | Ceglana      | Ylena In-Albon | 6:1, 6:2     |

### Gra podwójna 4 (3–1)
| Końcowy wynik | Nr | Data           | Turniej       | Nawierzchnia | Partnerka        | Przeciwniczki                          | Wynik finału   |
| ------------- | -- | -------------- | ------------- | ------------ | ---------------- | -------------------------------------- | -------------- |
| Zwyciężczyni  | 1. | 1 grudnia 2024 | Buenos Aires  | Ceglana      | Katarzyna Kawa   | Laura Pigossi Majar Szarif             | 6:4, 3:6, 10–7 |
| Zwyciężczyni  | 2. | 7 grudnia 2024 | Florianópolis | Ceglana      | Laura Pigossi    | Nicole Fossa Huergo Wałerija Strachowa | 7:6(3), 6:3    |
| Zwyciężczyni  | 3. | 22 marca 2025  | Antalya       | Ceglana      | Anastasia Dețiuc | Jesika Malečková Miriam Škoch          | 4:6, 6:3, 10–2 |
| Finalistka    | 1. | 29 marca 2025  | Antalya       | Ceglana      | Anastasia Dețiuc | María Lourdes Carlé Simona Waltert     | 6:3, 5:7, 3–10 |

## Finały turniejów ITF
| turnieje z pulą nagród 100 000 $ (W100) |
| turnieje z pulą nagród 80 000 $ (W80)   |
| turnieje z pulą nagród 60 000 $ (W75)   |
| turnieje z pulą nagród 40 000 $ (W50)   |
| turnieje z pulą nagród 25 000 $ (W35)   |
| turnieje z pulą nagród 15 000 $ (W15)   |
| turnieje z pulą nagród 10 000 $         |

### Gra pojedyncza 11 (7–4)
| Rezultat     |    | Data       | Turniej             | ($)    | Naw.          | Przeciwniczka           | Wynik            |
| Finalistka   | 1. | 18/02/2017 | Wirral              | 15 000 | Twarda (hala) | Maia Lumsden            | 4:6, 1:6         |
| Zwyciężczyni | 1. | 28/07/2019 | Bytom               | 25 000 | Ceglana       | Nina Potočnik           | 6:3, 6:4         |
| Zwyciężczyni | 2. | 04/08/2019 | Grodzisk Mazowiecki | 25 000 | Ceglana       | Dejana Radanović        | 7:6(5), 6:4      |
| Zwyciężczyni | 3. | 11/08/2019 | Warszawa            | 60 000 | Ceglana       | Anastasija Komardina    | 6:3, 6:0         |
| Zwyciężczyni | 4. | 16/01/2022 | Monastyr            | 25 000 | Ceglana       | Carole Monnet           | 6:4, 6:4         |
| Finalistka   | 2. | 13/02/2022 | Porto               | 25 000 | Twarda (hala) | Julia Grabher           | 3:6, 7:6(2), 5:7 |
| Zwyciężczyni | 5. | 08/05/2022 | Praga               | 60 000 | Ceglana       | Ekaterine Gorgodze      | 7:5, 6:3         |
| Finalistka   | 3. | 28/01/2024 | Porto               | 60 000 | Twarda (hala) | Jéssica Bouzas Maneiro  | 6:3, 0:6, 4:6    |
| Finalistka   | 4. | 08/05/2024 | Praga               | 60 000 | Twarda (hala) | Dominika Šalková        | 3:6, 0:6         |
| Zwyciężczyni | 6. | 07/07/2024 | Montpellier         | 60 000 | Twarda (hala) | Oksana Sielechmietjewa  | 6:3, 6:2         |
| Zwyciężczyni | 7. | 21/07/2024 | Porto               | 60 000 | Twarda        | Tessah Andrianjafitrimo | 7:5, 6:1         |

### Gra podwójna 21 (11–10)
| Rezultat     |     | Data       | Turniej           | ($)     | Naw.            | Partnerka           | Przeciwniczki                          | Wynik              |
| Finalistka   | 1.  | 23/09/2016 | Brno              | 15 000  | Ceglana         | Paulina Czarnik     | Aneta Kladivová Aneta Laboutková       | 6:7(5), 6:3, 10–12 |
| Zwyciężczyni | 1.  | 17/02/2017 | Wirral            | 15 000  | Twarda (hala)   | Miyabi Inoue        | Emina Bektas Ronit Yurovsky            | 6:4, 6:4           |
| Zwyciężczyni | 2.  | 30/06/2018 | Toruń             | 25 000  | Ceglana         | Katarzyna Kawa      | Albina Chabibulina Hélène Scholsen     | 6:1, 6:4           |
| Zwyciężczyni | 3.  | 11/08/2018 | Warszawa          | 25 000  | Ceglana         | Daria Kuczer        | Martyna Kubka Stefania Rogozińska-Dzik | 3:6, 7:6(5), 10–1  |
| Finalistka   | 2.  | 04/11/2018 | Toronto           | 60 000  | Twarda (hala)   | Elica Kostowa       | Sharon Fichman Maria Sanchez           | 0:6, 4:6           |
| Finalistka   | 3.  | 16/02/2019 | Trnawa            | 25 000  | Twarda (hala)   | Miriam Kolodziejová | Laura Ioana Andrei Anastasia Zarycká   | 4:6, 3:6           |
| Zwyciężczyni | 4.  | 13/04/2019 | Sunderland        | 25 000  | Twarda (hala)   | Ulrikke Eikeri      | Emina Bektas Tara Moore                | 6:4, 3:6, 11–9     |
| Zwyciężczyni | 5.  | 10/08/2019 | Warszawa          | 60 000  | Ceglana         | Ulrikke Eikeri      | Weronika Falkowska Martyna Kubka       | 6:4, 6:1           |
| Finalistka   | 4.  | 18/12/2020 | Sëlva             | 25 000  | Twarda (hala)   | Linda Fruhvirtová   | Matilde Paoletti Lisa Pigato           | 5:7, 1:6           |
| Finalistka   | 5.  | 29/10/2021 | Stambuł           | 25 000  | Twarda (hala)   | Miriam Kolodziejová | Jasmijn Gimbrere Bibiane Schoofs       | 2:6, 4:6           |
| Finalistka   | 6.  | 06/11/2021 | Haabneeme         | 25 000  | Twarda (hala)   | Adrienn Nagy        | Jessica Failla Chihiro Muramatsu       | 3:6, 4:6           |
| Finalistka   | 7.  | 27/11/2021 | Milovice          | 25 000  | Twarda (hala)   | Linda Nosková       | Sakura Hosogi Misaki Matsuda           | 6:3, 2:6, 8–10     |
| Zwyciężczyni | 6.  | 04/12/2021 | Jablonec nad Nysą | 25 000  | Dywanowa (hala) | Katherine Sebov     | Lucie Havlíčková Linda Klimovičová     | 7:5, 6:4           |
| Zwyciężczyni | 7.  | 30/04/2022 | Stambuł           | 60 000  | Ceglana         | Jesika Malečková    | Berfu Cengiz Anastasija Tichonowa      | 2:6, 6:4, 10–7     |
| Zwyciężczyni | 8.  | 06/05/2023 | Praga             | 60 000  | Ceglana         | Jesika Malečková    | Aneta Kučmová Kaylah McPhee            | 6:0, 7:6(5)        |
| Finalistka   | 8.  | 23/06/2023 | Ilkley            | 100 000 | Trawiasta       | Jesika Malečková    | Natalija Stevanović Nao Hibino         | 6:7(10), 6:7(5)    |
| Finalistka   | 9.  | 16/12/2023 | Szarm el-Szejk    | 25 000  | Twarda          | Gina Feistel        | Wiktorija Michajłowa Marija Tkaczowa   | 4:6, 6:3, 11–13    |
| Finalistka   | 10. | 13/01/2024 | Nonthaburi        | 40 000  | Twarda          | Yuki Naito          | Anna Sisková Ksienija Zajcewa          | 5:7, 6:7(3)        |
| Zwyciężczyni | 9.  | 18/02/2024 | Altenkirchen      | 60 000  | Dywanowa (hala) | Jesika Malečková    | Julia Lohoff Conny Perrin              | 6:4, 7:5           |
| Zwyciężczyni | 10. | 29/06/2024 | Staré Splavy      | 60 000  | Ceglana         | Anastasia Dețiuc    | Feng Shuo Sapfo Sakellaridi            | 6:3, 2:6, 10–6     |
| Zwyciężczyni | 11. | 31/05/2025 | Brescia           | 60 000  | Ceglana         | Sinja Kraus         | Gabriela Knutson Darja Semeņistaja     | 6:0, 6:3           |

## Finały juniorskich turniejów wielkoszlemowych

### Gra podwójna (1)
| Końcowy wynik | Rok  | Turniej         | Nawierzchnia | Partnerka   | Przeciwniczki                     | Wynik finału |
| Finalistka    | 2017 | Australian Open | Twarda       | Iga Świątek | Bianca Andreescu Carson Branstine | 1:6, 6:7(4)  |

## Puchar Federacji

### Gra podwójna
| Rok  | Runda                 | Data i miejsce                               | Przeciwnik     | Nawierzchnia  | Partnerka       | Rywalki                              | Zwycięstwo/Porażka | Rezultat |
| ---- | --------------------- | -------------------------------------------- | -------------- | ------------- | --------------- | ------------------------------------ | ------------------ | -------- |
| 2019 | Europa/Afryka Grupa I | 6–9 lutego 2019 Zielona Góra, Polska         | Dania (3:0)    | Twarda (hala) | Alicja Rosolska | Maria Jespersen Hannah Viller Møller | Zwycięstwo         | 6:0, 6:3 |
| 2020 | Europa/Afryka Grupa I | 5–8 lutego 2020 Esch-sur-Alzette, Luksemburg | Słowenia (2:1) | Twarda (hala) | Alicja Rosolska | Kaja Juvan Pia Lovrič                | Porażka            | 5:7, 0:6 |
| 2020 | Europa/Afryka Grupa I | 5–8 lutego 2020 Esch-sur-Alzette, Luksemburg | Turcja (3:0)   | Twarda (hala) | Magdalena Fręch | Ayla Aksu İpek Öz                    | Zwycięstwo         | 6:3, 6:4 |